# Lag B'Omer
Lag B'Omer även stavat Lag BaOmer är en mindre högtid inom judendomen som infaller på den 33:e dagen av Sefirat omer, tiden mellan pesach och shavuot. Tidsperioden Serafit Omer liknar vanligtvis en slags sorgetid där festligheter inte är tillåtna och hängivna judar låter bli att klippa håret vilket är förbjudet för sörjande under judisk lag. Lag B'Omer som varar i ett dygn är ett undantag från omers regler och därför sker ofta fester just på denna dag. Lag B'Omer är den enda dagen under omerperioden då bröllop är tillåtna. Andra aktiviteter som förknippas med högtiden är att elda brasor och klippa håret.

## Ursprung
Det finns olika berättelser om Lag B’Omers ursprung.
Akiba ben Josef (rabbin Akiba) som levde under 100-talet drev en stor skola med tusentals elever. Skolan drabbades av pesten samma dag som omer började och enligt berättelsen dog över 10 000 av Akibas elever. Pesten upphörde mirakulöst på omers 33:e dag. Därefter blev det en glädjens dag med firande. Det är möjligt att pesten som beskrivs är en eufemism för Akibas elever som dog i strid mot romarna under Bar Kokhba-revolten. Lag B'Omer kan även ha varit en paus i stridandet eller en seger.
En annan förklaring till firandet är att en av Akibas elever Shimon bar Yochai som överlevde Bar Kokhba-revolten dog på Lag B’Omer. På Lag B’Omer vallfärdar ultraortodoxa judar till hans grav belägen på berget Meron.

## Datum
Lag B'Omer infaller alltid den 18 ijar i den judiska kalendern vilket motsvarar någon gång i april eller maj i den gregorianska kalendern.
| Gregorianskt år | Datum             |
| --------------- | ----------------- |
| 2020            | 11 maj–12 maj     |
| 2021            | 29 april–30 april |
| 2022            | 18 maj–19 maj     |
| 2023            | 8 maj–9 maj       |
| 2024            | 25 maj–26 maj     |
| 2025            | 15 maj–16 maj     |
| 2026            | 4 maj–5 maj       |
| 2027            | 24 maj–25 maj     |
| 2028            | 13 maj–14 maj     |
| 2029            | 2 maj–3 maj       |